# 금사회동동
금사회동동(錦絲回東洞)은 대한민국 부산광역시 금정구의  행정동이다. 금사동·회동동의 전부를 포함한다.

## 법정동
- 금사동(金絲洞)
- 회동동(回東洞)

## 같이 보기
- 대한민국의 지리
- 대한민국의 행정 구역